# Чертоза-ди-Сан-Мартино
Черто́за-ди-Сан-Ма́ртино (итал. Certosa di San Martino, картезианский монастырь св. Мартина) — бывший картезианский монастырь в Неаполе. Расположен на высоком холме Вомеро, к юго-западу от исторического центра города. Чертоза видна из любой точки в городе и наоборот, с неё открывается великолепная панорама Неаполя, бухты Неаполитанского залива и Везувия.
Строительство картезианского монастыря было закончено в правление королевы Джованны I в 1368 г. Освящён во имя св. Мартина Турского. Активно перестраивался в XVI и первой половине XVII в. В своём нынешнем облике (обязанном по большей части архитектору Козимо Фанцаго) считается показательным образцом неаполитанского барокко.
В начале XIX в. французы закрыли монастырь и распустили картезианский орден. В помещении бывшего монастыря в 1866 г. был открыт Национальный музей Сан-Мартино, содержащий картинную галерею, скульптуры и артефакты неаполитанского быта преимущественно XVIII в.
Добраться до Чертозы можно фуникулёром, остановка которого находится в 100 метрах от станции электрички Montesanto (т.наз. Вторая линия), от конечной остановки фуникулёра Morghen около 300 м пешком по указателям.